# Lokomotiva OKo1

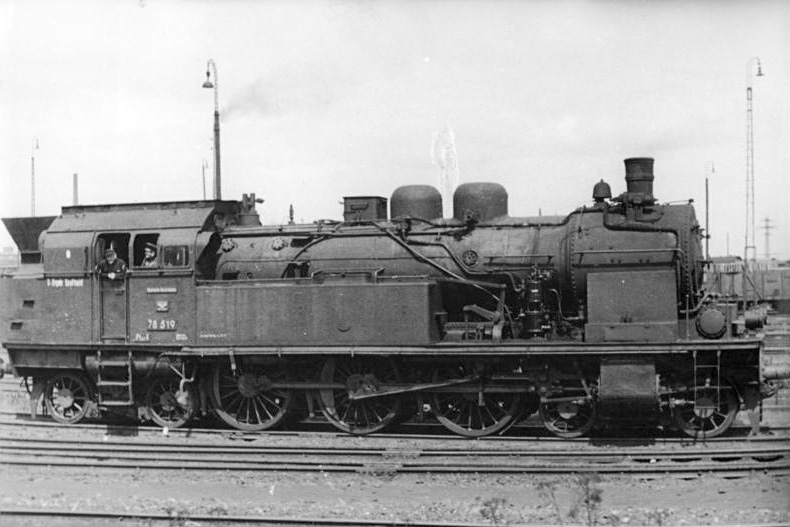
Lokomotiva OKo1

OKo1 je polská parní lokomotiva vyráběná v letech 1912 až 1927 v továrně Vulcan v Štětíně. Lokomotivy tohoto typu byly používány především na osobní přepravu. Bylo vyrobeno asi 534 kusů.